# 周著
周著（1560年—？），字誠子，號右華，江西南昌府南昌縣人，民籍，明朝政治人物。

## 生平
萬曆十年（1582年）壬午科江西鄉試七十九名，萬曆十四年（1586年）丙戌科會試十一名，登三甲第一百三十八名進士。都察院观政，本年十月授湖州府推官，二十五年升南刑部主事，二十六年升郎中，三十一年升金華府知府。三十五年升浙江按察司副使，三十八年三月升廣東右参政，三十九年丁憂。四十三年六月起补浙江参政，四十六年九月升四川按察使，四十八年任四川布政使司右布政使，天啓元年（1621年）十月升本省左布政使，参与平定四川永宁土司奢崇明叛乱。天啓元年，修建蜚英塔。入京觐见後辞官歸里，以勞瘁卒于家。崇祯二年己巳贈大理寺卿。

## 家族
曾祖周萬佐；祖父周曰恭；父周用徵。母徐氏。具庆下。